# Agorreta
Agorreta es una localidad española del municipio de Esteríbar, perteneciente a la Comunidad Foral de Navarra.

## Historia
Hacia mediados del siglo XIX, el lugar, ya por entonces perteneciente a Esteríbar, tenía contabilizada una población de 60 habitantes. Aparece descrito en el primer volumen del Diccionario geográfico-estadístico-histórico de España y sus posesiones de Ultramar de Pascual Madoz con las siguientes palabras:

AGORRETA: l. del valle y ayunt. de Esteribar, prov., aud. terr. y c. g. de Navarra, merind. y part. jud. de Sangüesa, dióc. de Pamplona (7 leg.), arciprestazgo de Anue. Sit. á 1 1/2 leg. E. de la v. de Larrasuaña en terreno muy escabroso, donde le baten principalmente los vientos del N. y S.; disfruta de clima saludable. Tiene 9 casas de regular construccion y una igl. parr. dedicada á S. Gil, y servida por un cura constituido de Abad. Confina el term. por N. y S. con los de Zilbeti y Erro, y por E. y O. con los de Saigos y Urtasun, y tiene de estension 1/4 de leg. en todas direcciones: cruza por él un riach. cuyas aguas y las de algunas fuentes que brotan en distintos puntos, aprovechan los vec. para sus necesidades domésticas, abrevadero de sus ganados y demas usos de agricultura. El terreno es quebrado y cubierto de aspereza; comprende 215 robadas de mediana calidad, y un monte donde se crian muchos robles y buenos pastos. Prod. trigo, cebada, avena, habas, y jiron. Pobl. 12 vec.: 60 alm.; contr. con el valle de Esteribo (V.).
(Madoz, 1845, pp. 106-107)

En 2023, la entidad singular de población tenía empadronados 30 habitantes.

## Patrimonio

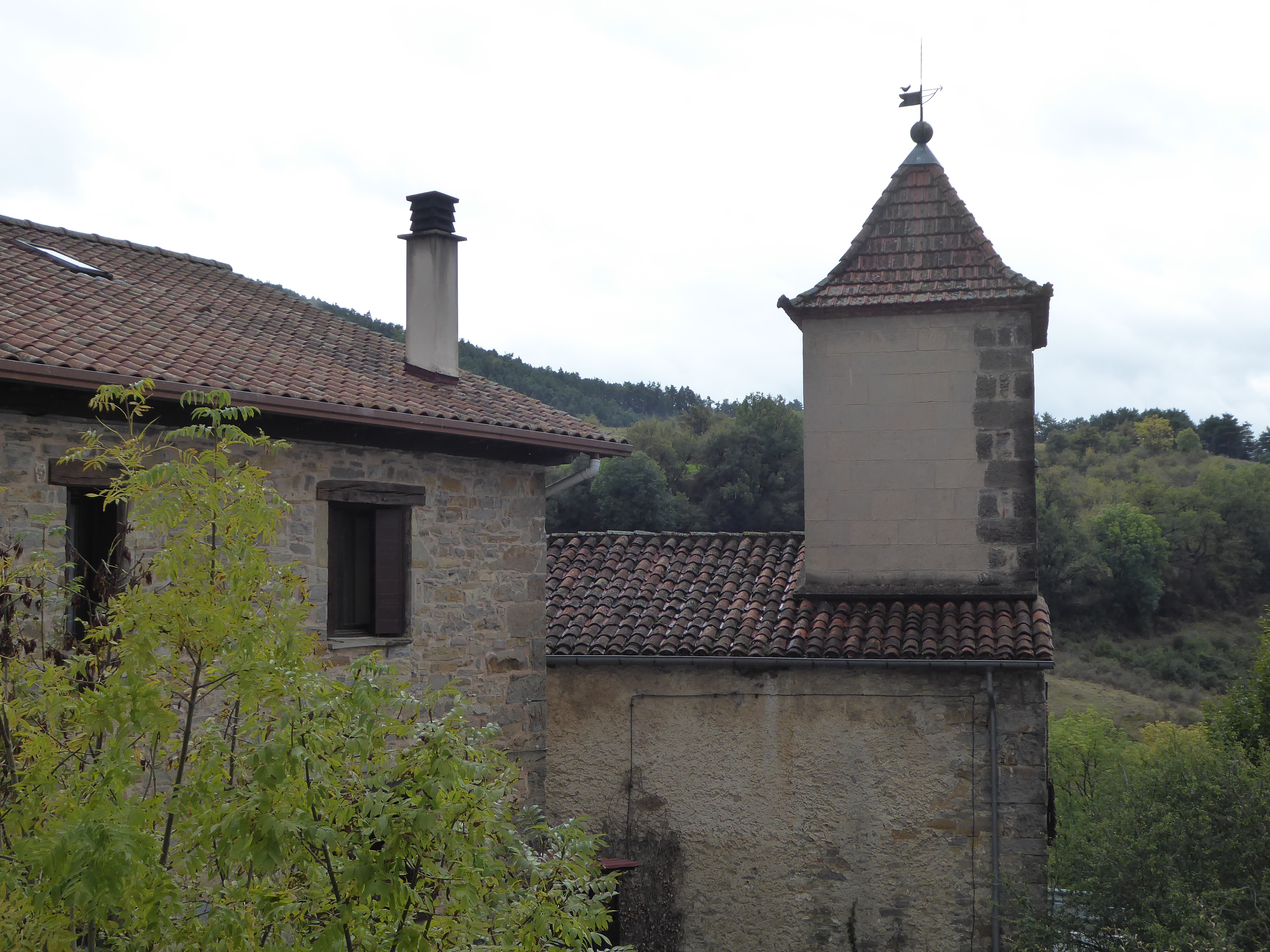
La iglesia de San Gil

Hay en la localidad una iglesia de San Gil.